# WASP-18
WASP-18 зоря Головної Послідовності спектрального класу F9V з видимою зоряною величиною в смузі V 9m.3, яка розташована у сузір'ї Фенікс на відстані приблизно 100 пс від Землі. Її маса становить приблизно 1.25 сонячних мас.
Вік WASP-18 коливається від 500 мільйонів до 2 мільярдів років. Таким чином, активність цієї зірки в 100 разів нижче, ніж у її ровесників. В цьому вчені звинувачують довколишню планету, яка порушує магнітне поле зірки. Такий вплив аналогічний дії припливів на Землі, обумовлених гравітаційним притяганням Місяця, але в набагато більшому масштабі.

## Планетарна система
У 2009 році група науковців проекту СуперWASP повідомила про відкриття великої екзопланети, WASP-18b, класу гарячий Юпітер, що обертається досить близько до своєї материнської зорі.
| Планета (по порядку віддалення від зорі) | Маса           | Радіус             | Велика піввісь (а.о.) | Орбітальний період (діб) | Нахил орбіти (°) | Ексцентриситет орбіти | Кіл-ть супутників |
| ---------------------------------------- | -------------- | ------------------ | --------------------- | ------------------------ | ---------------- | --------------------- | ----------------- |
| WASP-18b                                 | 10.43 ± 0.4 MJ | 1.74+0.26 −0.23 RJ | 0.020206±0.00038      | 0.94145299±0.0000004     | ?                | 0.0088±0.0012         | ?                 |

## Див.також
- WASP-17
- WASP-18b
- WASP-19
- СуперWASP
- HATNet Проект або HAT
- Перелік екзопланет